# Porzûs (film)
Porzûs è un film del 1997 diretto da Renzo Martinelli.

## Trama
Uno dei sopravvissuti dell'eccidio di Porzûs, Storno, si reca in Slovenia a visitare Geko, che non vede più dalla fine della guerra. I due rievocano tutte le vicende che li hanno visti protagonisti tra la fine del 1944 e febbraio del 1945. Al termine della visita Storno immagina di compiere la sua vendetta uccidendo Geko a colpi di pistola.

## Distribuzione
Il film, i cui diritti sono stati acquistati dalla Rai, è stato mandato in onda per la prima volta sulle TV pubbliche solo nel 2012 su Rai Movie.
In precedenza più volte il regista Martinelli aveva accusato l'azienda di voler effettuare una censura di carattere politico nei confronti del suo film, non mandandolo in onda nonostante ne avesse acquistato i diritti.

## Ambientazione storica
Il film ricorda l'eccidio di Porzûs, tragico avvenimento della Resistenza italiana. Nel febbraio del 1945 un intero reparto delle Brigate Osoppo, capeggiato da Francesco De Gregori, detto "Bolla" (zio dell'omonimo cantautore), venne ucciso da un gruppo di gappisti comunisti, comandati da Mario Toffanin. Nell'eccidio persero la vita diciassette partigiani, tra cui Guido Pasolini, fratello minore di Pier Paolo.